# Crotalus campbelli
Espèce
Crotalus campbelli est une espèce de serpents de la famille des Viperidae. 

## Répartition
Cette espèce est endémique du Mexique. Elle se rencontre au Jalisco et au Colima.

## Description
C'est un serpent venimeux et vivipare.

## Étymologie
Cette espèce est nommée en l'honneur de Jonathan Atwood Campbell.

## Publication originale
- Bryson, Linkem, Dorcas, Lathrop, Jones, Alvarado-Díaz, Grünwald & Murphy, 2014 : Multilocus species delimitation in the Crotalus triseriatus species group (Serpentes: Viperidae: Crotalinae), with the description of two new species. Zootaxa, no 3826 (3), p. 475–496.